# Második tikriti csata
A második tikriti csata 2015. március 2. és április 17. között zajlott összecsapás Szaláh ed-Dín kormányzóság központjában, Tikritben, melynek során az iraki hadsereg visszaszerezte a várost az Iszlám Államtól (ISIL). Az iraki hadsereg oldalán harcolt a Kormányzóság Biztonsági Ereje, a síita milicistákból és néhány szunnita harcost összefogó Népi Bevetési Haderő, és őket légi támogatással erősítette az amerikai, a brit és a francia légierő.
Tikrit a kormányzóság középső részén, Bagdadtól és Szamarrától északra, a Tigris közelében fekszik. A területet az ISIL a 2014 júniusi offenzívája során szerezte meg. Ezután került sor a addigi leghíresebb mészárlására a Speicher Táborban Tikrit közelében.
Több hónapnyi előkészület és információgyűjtés után az iraki hadsereg 2015. március 2-án megkezdte a város bekerítését, majd annak visszafoglalását. Ez volt az addigi legnagyobb, az ISIL ellen folytatott harc. A támadók létszáma 20-30 ezer közé volt tehető, míg a várost védők hadereje 13.000 főt számlálhatott. Beszámolók szerint mivel az emberek féltek az ISL-től illetve a visszafoglalás után a síita katonai egységektől, a lakosság 90%-a elhagyta a várost. Az addig itt lakók a közeli Bagdadba vagy Szamarrába, esetleg a távolabbi Kurdisztánba vagy Libanonba menekült.
Heves harcok és a síita haderők bosszúja után április 4-én a városban a helyzet stabilizálódott, és az ISIL ellenállásának utolsó gócpontjait is felszámolták. A rendőrség vezetője úgy nyilatkozott, "Most nyugodt a helyzet". Április 5-én azonban a harcok mégis folytatódtak, mert 500 harcos sikeresen el tudott rejtőzni. Ennek az lett a vége, hogy a kormányerők további egy hétig támadták a várost, főleg annak északi kerületét, hogy teljesen ki tudják űzni az iszlamistákat. 2015. április 12-én az iraki kormány bejelentette, hogy Tikritben már nincsenek az Iszlám Államot szolgáló katonák, és biztonságos a terület az itt lakók számára, meg lehet kezdeni a visszaköltözést. Mindezek ellenére még április 17-én is voltak ellenálló gócpontok, de ekkor megölték a terrorszervezet 130 alvó ügynökét is. A város kitisztítása és a bombák hatástalanítása folyamatban van, de az 5-6000 elrejtett bombát hónapokig is eltart feltárni és biztonságossá tenni.

## Előzmények
Szaddám Husszein szülővárosa, Tikrit 2014 júniusában került az ISIL kezére. Az első, 2014 júniusi, a város visszaszerzésére irányuló kísérletet az ISIL néhány nap alatt sikeresen visszaverte. Ugyanez lett a vége egy másik, júliusi kísérletnek is. A következő, decemberi kísérlet is kudarccal zárult, mert ekkorra már megszilárdította a városban és annak környékén az állásait a szervezet.
A tikriti akció volt az első nagyobb kísérlet, hogy az iraki hadsereg és az iráni támogatású síiták visszaszerezzék az Iszlám Állam által az előző nyáron elfoglalt területeket. A Pentagon egy magas rangú munkatársa szerint kétség sem férhet hozzá, hogy az akció sikeréhez nagyban hozzájárult Irán támogatása.
2014. augusztus 19-én az iraki hadsereg és a vele szövetséges milicisták nagy támadást indítottak Tikrit visszaszerzése érdekében. A katonai előrenyomulás korán reggel a város déli és délnyugati határában kezdődött. Délutánra azonban már vissza is verte az előrenyomulást a felkelők serege. Ráadásul a hadsereg a pár hete megszerzett állásait is elvesztette a város déli részeiben.

## Előkészületek
2015. februárban az iraki és a vele szövetséges hadseregek elkezdték a felkészülést a város megtámadására, csapatokat vontak össze a közeli Szamarrában. A szövetséges erők vegyes összetételűek voltak. Ott voltak köztük a hivatásos iraki katonák, a síita milicisták egy része, sőt még szunnita törzsek is támogatták a második tikriti csatára az ISIL ellen összeállt sereget. Érdemes megjegyezni, hogy az iráni hadsereg külföldi bevetésekkel foglalkozó részlegénél, a Jeruzsálemi Hadseregnél is akadtak a harcot támogató tisztviselők. Közéjük tartozott maga a parancsnok, Kászem Szolejmáni vezérezredes is.
Az iraki hadsereg és az őket támogató, magukat Népi Bevetési Haderőnek nevező síita milicista csoportok a városba minden oldalról egyszerre kezdték meg a behatolást. A támadás irányításában több iráni parancsnok is részt vett, Kászem Szolejmáni például a keleti csoportot vezette a várostól 35 mérföldre fekvő Albu Rayash faluból. Az előző nyár óta ez volt a legnagyobb mértékű katonai akció. Akkor az ISIL több száz, a Tikrit melletti katonai tábort elhagyó katonát mészárolt le. Soleimani was also spotted at camp Speicher where he oversaw elements of the Kata’ib Imam Ali and the Badr brigades.
A szövetséges seregek legnagyobb haderejét a majdnem 20.000 fős síita félkatonai szervezet adta. Az iraki erők létszáma 3000, a szunnita törzsi harcosok harci ereje pedig mindössze néhány száz fő volt.
Egy idézet szerint az iraki kormány egyik tanácsadója azt mondta, a támadó sereget több részre bontják. Az első fele egy 9000 fős, a támadás megindításért felelős csoport lesz, a szunnita törzsek tagjai majd „védelmezik” a várost, egy harmadik csoport pedig a hírszerzéssel és a menekültáradat kezelésével lesz elfoglalva.
Helyi értesülések szerint a lakosok elhagyták a várost. A legtöbben Bagdadba vagy Kurdisztánba mentek. A városban szinte csak az ISIL harcosai maradtak. Az ENSZ becslései szerint mintegy 20.000 civil távozott Szamarrába az ISIL ellen indított offenzíva kitörése után.
Kezdetben az USA-vezette koalíció nem vett részt a hadműveletben. A csata előrehaladtával Martin Dempsey vezérezredes megemlítette, hogy bár közvetlenül nem avatkoztak be a koalíciós csapatok a harcok menetébe, a szíriai és iraki ISIL-területek megállás nélküli bombázása jelentősen meggyengítette a csoport lehetőségeit, és a Tikritbe végrehajtott támadás nem lehetett volna sikeres a több hónapnyi, az egész országra kiterjedő bombázás nélkül. A közös csapatok vezetője hozzátette, hogy ha az ország tovább süllyed a szektásodás lejtőjén, akkor lehetetlen ott a tartós hatalomátvétel.

## Az offenzíva

### A bekerítés
2015. március 2-án az iraki kormány erőteljes támadást indított Tikrit visszaszerzése érdekében, 20.000–30.000 szövetséges harcos több irányból rohanta meg a várost. Támadásukat légi bombázás segítette.
Március 3-án az iraki biztonsági erők (ISF) – a helyi törzsekkel és milicistákkal együttműködve – Miután az ISIL a folyamatos légi és földi bombázás hatására visszavonult, elfoglalták a Tikrittől keletre fekvő Alas és ‘Ajeel olajmezőit. Mivel ezeket a helyeket el kellett hagyniuk, az ISIL kénytelen volt a meglévő szinte utolsó erősségük, Al-‘Alam városába visszavonulni. A számítások szerint itt kerül készült fel az az ISIL a közte és az Iraki Hadsereg, valamint szövetségeseik között vívott csata a konfliktuszóna északi részében. Al-'Alam volt az utolsó szárazföldi kapocs, amin keresztül az ISIL fenn tudta tartani a kommunikációt a város és a kormányzóság más részei között. Ha ezt a vonalat elvágják, azzal be is vannak kerítve a terroristák.
Az ISF előre nyomulva megszerezte a Tuz Khumato és Tikrit közötti főútvonal felett a teljes ellenőrzést, és az ISIL harcosaival vívott ütközet után kitűzték az iraki zászlót Ksayba rendőrőrsére. Tikrittől keletre az ISF és a vele szövetséges erők elfoglalták a Hamrin-hegységet (Jabal Hamrin), mialatt több milicistát is kivégeztek. Az iraki médiában dolgozó Haidar Sumeri szerint a csatában négy öngyilkos merénylőt öltek meg. A halottak között egy öngyilkosságra készülő nő is volt.
Mivel az ISIL nagy mennyiségű robbanószert helyezett el a Tikritbe vezető lehetséges útvonalak mentén, a szövetséges parancsnokoknak gondosan és óvatosan kellett eljárniuk. Ezen kívül az is lassította az előrejutást, hogy az útvonalak mellett mindenhol az ISIS orvlövészei vigyázták a területet..
Március 5-én az Iszlám Állam tüzet nyitott az Ajil olajmező kútjaira. Ezzel próbálták megnehezíteni az állásaik elleni légi támadást. Katonai források szerint a szövetségesek visszaszerezték a Tikrit és Kirkut között fekvő Maibdi falut, valamint a közelben fekvő Ajil és Alas olajmezejeit Március 7-én a Tikrittől délre fekvő, stratégiai fontosságú Dourt sikerült elfoglalni az ISIL-től. A város védelmének megerősítése után megnyílt az út a további északi előrenyomulás előtt, hogy megerősítsék a Tigris keleti partján állomásozó seregeket, és hogy tovább haladjanak Tikrit felé.
Március 9-én a szövetséges erők gyorsan haladtak előre, és elfoglalták a Tikrittől északkeletre fekvő Alam városát, ezzel elvágták a városban maradt terroristák és a tőlük északra fekvő főbb területeik közötti kommunikációs vonalat. A Kászem Szolejmáni irányítása alá tartozó Hadi al-Ameri sikeresen bevette Alam városát, így sikeresen bekerítették az ISIL-t Tikritben és annak környékén. A terrorszervezet megpróbálta lelassítani a szövetségeseknek a Tigris keleti partján történő előre hatolását, többek között felrobbantották a folyón a városban vezető hidat, a támadók megpróbálkoztak így is egy támadással, hogy hídfőt hozzanak létre. Más források szerint a híd felrobbantása sikeresen lelassította az előre nyomulást. Az egyik helyen ezt írták: “Az ISIS dzsihádistái egy nagyon fontos összekötő hidat robbantottak fel, melynek hiánya nagyban lelassíthatja a Tikrittől keletre az előrejutást. ” Az ISIL sok áldozatot könyvelhetett el, a beszámolók szerint katonáik holttestei töltik be az utcákat, és mindössze 2000-3000 harvos maradt magának a városnak a védelmére.
Ugyanekkor az ISIL holttesteket akasztott ki az északi Hawia város bejáratai fölé. Ezek azon emberek maradványai, akik – az Al Rai vezető tudósítója, Elijah J. Magnier szerint – akik Tikritből dezertáltak. Az ISIL Irak több részéből is erősítést küldött Tikritbe.

### Benyomulás a városba
Magának a városnak a szárazföldi támadása március 11-én kezdődött, és kormányzati források szerint másnapra már a város háromnegyedét ők uralták. A város központjában már csak pár száz ISIL katona védte az állásaikat. Ilyen körülmények között az ISIL-nek nem volt más választása, klórgázt vetett be a szövetségesek ellen.
Március 13-án az ISIL a város felét ellenőrizte, a szövetséges harcosok viszont elakadtak. Ezalatt olyan jelentések láttak napvilágot, melyek szerint a síita harcosok és az iraki kormány katonái foglyokat kínoznak és ölnek meg. Állítások szerint a fogva tartott katonákat az irakiak kínozták. verték, rájuk lőttek, lefejezték őket, vagy kidobták az épületekből. A megmaradt foglyokat megcsonkították. Ezekről fényképeket készítettek, melyeket az interneten közzé tettek. A síitabarát és iraki fórumokon illetve az Instagramon megjelent felvételek az ISIL lefejezett katonáit mutatták be. Más képeken az látszik, ahogy katonákat húznak a tankok után, másokon lelőtt, magas épületekről kidobott emberek látszanak. A riportok szerint el akartak elégtételt venni az ISIL hasonló cselekményeiért, főleg a 2014. júniusi Camp Speicher-i mészárlásért.
Március 14-én már csak mintegy 1000 katona tartotta Tikrit belvárosát az ISIL kezén, (más riportok szerint mindössze 60 vagy 70)), és az iraki parancsnokok azt mondták, pár nap alatt képesek megtisztítani a várost. Azért van szükség megfontolt, óvatos előre nyomulásra, mert így tudják minimalizálni az ISIL által a város központjába telepített robbanószerek és taposóaknák okozta veszteségeket. Ideiglenesen felfüggesztették az előre nyomulást, hogy a helyszínre hívjanak szakértőket, valamint az elit alakulatok tagjait, akiknek több tapasztalatuk van a városban vívott harcban.
A támadás utolsó fázisában a szövetségesek megerősítették csapataikat, és több iráni fegyver került a frontvonalba. Ezek között voltak tankok, rakétakilövők, támadó kocsik, és még pilóta nélküli repülőgépek is. Az USA egyik tisztviselője a New York Timesnak arról nyilatkozott, hogy Irán drónokat küldött Tikrit felé, az iráni Fars hírügynökség pedig arról számolt be, hogy meg nem határozott járműveket szállítottak a városba.
Március 10. és 15. között a szövetségesek több mint 200 aknát lőttek ki Qadisiya kerületre.
Március 16-án több hírforrás is beszámolt róla, hogy lerombolták Szaddám Husszein sírját Awjában. A szövetséges hírforrások szerint az ISIL robbanószereket telepített a mauzóleum környékére, az épületben pedig taposóaknákat rejtett el. Arra törekedtek, hogy lesből, meglepetésszerűen csapjanak rajt a támadókon. A komplexumot teljesen felrobbantották, csak az oszlopok maradtak meg. miután az irakiak elfoglalták a falut, a síita Népi Bevetési Haderő katonái kitűzték a jelvényeiket a falu körül. Ezek között ott volt az irak–iráni háború egyik veteránjának, Kászem Szolejmáninak a lobogója is.

### Az offenzíva megtorpan
Tikrit széles központi utcáin halmokban álltak az elesettek holttestei. Az ISIL nagy hatóerejű bombákat telepített ide, és erős védekezésre rendezkedett be a város szívében. A váratlan méretű védekezésnek tulajdonították a riportok a rengeteg, szövetséges sorokból származó halottat. erre annak ellenére került sor, hogy speciális, városi hadviselésben kiképzett egységek vonultak fel a területen. Az Asa'ib Ahle-Haq milícia egyik parancsnoka így nyilatkozott: "A Tikrit visszaszerzéséért indított támadás az előkészületek miatt bonyolultnak ígérkezik. Minden utcába, házba, hídba, tényleg mindenbe bombákat rejtettek. Ezek a védelmi előkészületek sarkalltak minket lassításra. A bejutáshoz városi harcra kiképzett egységekre van szükségünk. De mindenki akit ostrom alatt tartanak, mindent beleadva harcol." Csak Tikrit belvárosában 6500 robbanószert rejtettek el.
Március 17-én megérkeztek Tikrithez a szövetséges erősítések első egységei. Ugyanekkor polgári lakosok is elkezdtek visszatelepülni a visszafoglalt külvárosokba, például Alámba. Az egyik amerikai szóvivő szerint a város központjában még meglévő ISIL haderő heves ellenállása miatt Tikrit visszafoglalásához "még legalább két hét kell". Március 23-án az Iraki Biztonsági erők Alámban egy, az ISIL által használt alagutat fedeztek fel, mely a belvárossal biztosított összeköttetést.

### Koalíciós légitámadások, a milicisták részleges kivonulása
Március 25-én a szövetséges erők ismét támadásba lendültek, mikor az USA vezette koalíció megindította első légicsapását a város ISIL kezén lévő részén. Ezen az éjszakán az amerikai légierő 17 légitámadást intézett Tikrit központja ellen, ezzel az ISIL egyik épületét, két hidat, három ellenőrző poppontot, két alakulóteret, egy útzárat, egy parancsnoki és egy tároló épületet bombáztak le. Mivel azonban a kormányközeli erők körein belül ellentétek alakultak ki, a szárazföldi támadást két nappal elhalasztották.
A szövetséges seregek körében vegyes fogadtatást váltott ki az USA részvétele a támadás záró fázisában. Az Asa'ib Ahl al-Haq egyik szóvivője ezt mondta: “Megmondtuk, hogy folytatjuk a támadásunkat, és nem tudjuk elfogadni, hogy az iraki hadsereg aranytálcán kínálja fel a győzelmet az amerikaiaknak. Most már semmi szükség a légitámadásokra, Tikrit 90%-át amúgy is megszereztük. Nem hagyhatjuk, hogy a dicsőség az amerikaiaké legyen, mikor ők csak a terület 10%-át szabadították fel.” Hadi al-Ameri a félkatonai szervezetek vezetője azonban ezt mondta: “Ha jól értem, Hájder-ál-Ábádi miniszterelnök kérte a segítségüket. Mi mindig tiszteletben tartjuk a döntését.”
A város 40%-át ellenőrző, még megmaradt ISIL-harcosok számát 500-750 komolyan felfegyverzett katonára becsülték.
Március 26-án a RAF Tornado GR4-ese Paveway IV lézerirányítású bombával felfegyverzett Voyager tankerek támogatásával megtámadták Tikritben az ISIL három erődítményét.
Március 28-án az amerikai vezetésű koalíciós erők nyolc légitámadást intéztek Tikritben és környékén, melynek során megsemmisítették az ISIL két nagy egységét, egy taktikai egységét, egy járművét, egy járműről indítható robbanószerkezetét és 12 harci állását. A koalíciós légibombázás előző három napját „szőnyegbombázás”ként szokták jellemezni. A szárazföldi harcban nem jutottak előrébb, patthelyzet alakult ki. A területeket az egyik fél órában az egyik csapat, a következőben a másik ellenőrizte. A kormány erői nem kapkodták el Tikrit belvárosának az elfoglalását, főleg mivel kétségbe estek, hogy a félkatonai szervezetek kivonulása után meg kell változtatniuk a stratégiájukat.
Március 29-én az Iraki Hadsereg megpróbált behatolni a déli Shisheen külvárosba, amihez egy buldózert használva próbáltak meg utat törni az elaknásított területen. Az ISIL azonban megsemmisítette a járművet. Március 26. És 29. Között az utcai harcokban 17 katona meghalt, 100 pedig megsebesült. Az iraki hadsereg munkáját a RAF egy Tornado GR4 gépe segítette a levegőből. Az ISIL egyik, egy közúti híd alá rejtett csapatszállítóját egy Brimstone rakéta semmisítette meg.

### Csata a városközpontban

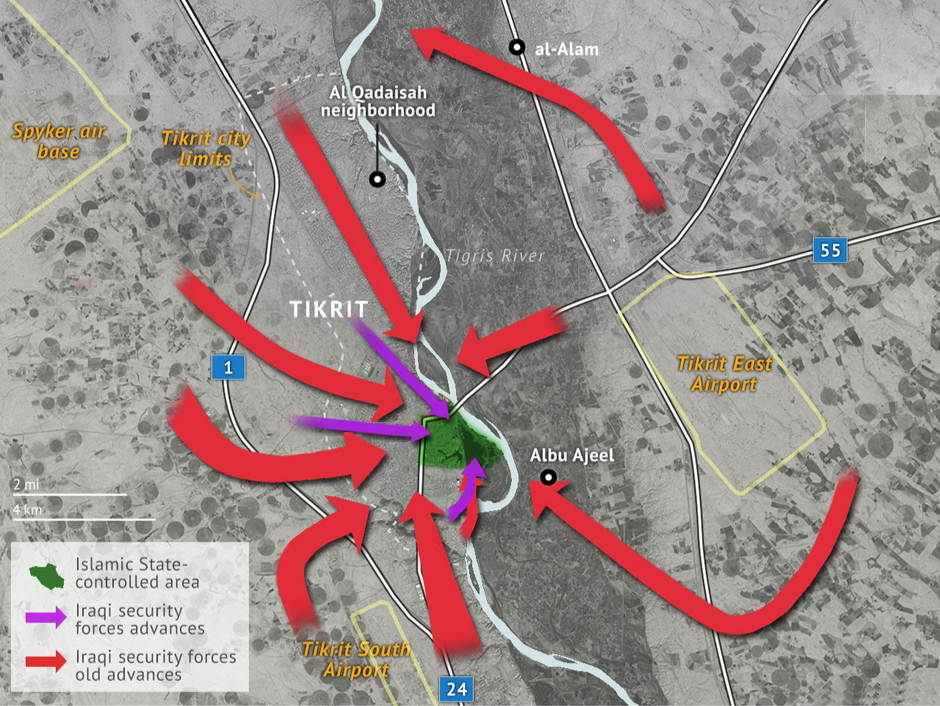
A Tikrit belvárosába történt végső behatolás térképe.

Március 31-én az Iraki Hadsereg fegyveresekkel vette körbe a várost. Nem sokkal később a biztonsági erő tagjai behatoltak a város központjába, elfoglalták Szaláh ed-Dín kormányzóság központi épületét, a tikriti kórházat, és nyomultak előre az elnöki komplexum irányába. Az ISF és a Népi Bevetési Haderő milicistái elfoglalták a Központi Börtönt és a Polgári Védelmi Igazgatóságot. Miután az iraki hadsereg elérte a központot, Ábádi miniszterelnök egy sajtótájékoztatón bejelentette, hogy a város vissza lett foglalva. "Az Iraki Hadsereg nemrég belépett Tikrit központjába, és a kormányzóság központi épületén kitűzte az iraki zászlót." A kormányzóság nagy része 2014. június óta az Iszlám Állam kezén volt, amit akkor véres küzdelmekkel sikerül megszerezniük az iszlamistáknak.
Ennek ellenére az amerikai hadügynél a szakértők még nem bíztak a csata végében. Estére még mindig maradtak az ISIL-nek ellenállási pontjai.
A végső támadást az ISF 4000 katonája és a névlegesen hozzájuk tartozó nagyjából 10.000 síita fegyveres hajtotta végre. A becslések szerint ekkor 400 ISIL katona volt a városban.
Április 1-jén arról érkeztek jelentések, hogy 150 iszlamista katonát megöltek, így számuk nagyjából 250-re apadt. Később aznap az iraki biztonsági erők bejelentették, hogy Tikrit 95%-a az ellenőrzésük alatt áll, és mindössze 30 katona lehet ellenük, akik a város északi részében a házakban rejtőzhettek el. Előrejelzéseik szerint a csata pár órán belül befejeződhet. Ezalatt a katonák folytatták a visszahagyott bombák felszedését, hatástalanítását. Egy iraki katona a helyszínről viszont arról számolt be, hogy a városnak csak a felét tartják ellenőrzésük alatt.
Április 2-án az iraki hadsereg a város újabb részeit szerezte meg, így Szaddám Husszein elnöki palotáját is. A jelentések szerint az ISIL legfőbb helyi vezetőit a palotában végezték ki. A város északi részéből, Qadisiya és Alam környékéről még mindig elszórt harcokról érkeztek hírek, ahol néhány száz harcos sikeresen meghúzódhatott. Sokan úgy gondolták, hogy Tikrit teljes bevétele után az iraki hadsereg Bajdzsi felé veszi az irányt, hogy a városból és a környékéről elűzze az ISIL-t. A hadsereg április 3-án megerősítette, hogy valóban ezek a tervei.

### A város megtisztítása
Április 3-án az iraki hadsereg ismét az ISIL harcosait támadta. Hadi al-Ameri síita katonai parancsnok azt mondta, Szaláh ed-Dín kormányzóság felszabadítása után a következő cél Amnár, majd Moszul bevétele lesz.
Április 1-től egyre több síita katona lépett be a városba, ahol több épületet felgyújtottak, fosztogattak, vandálkodtak, az ISIL háborús bebörtönzött katonáit kivégezték, holttesteiket pedig több esetben megcsonkították. Egy esetben például egy külföldi ISIL-katonát a milicisták leszúrtak, majd egy lámpaoszlopra kilógatták. A helyi katonaság állt, és figyelte a lincselést. Ennek a híre eljutott a miniszterelnökhöz is, aki azonnal megparancsolta, hogy bárki, akit április 3-án vandálkodáson vagy fosztogatáson értek, tartóztassák le. Sokan arról panaszkodtak a helyi szunniták közül, hogy az ISIL-t elüldöző síiták közül néhányan napokon át fosztogatták a várost. Erre válaszul a síita csapatok 80%-át kivonták Tikritből. Más jelentések szerint a boltok és házak válogatás nélküli felgyújtása valamint a fosztogatások a az ISIL-t támogató és azt ellenző szunnita csoportok között kitört konfliktus következménye.
Április 4-re a csata hatására Tikrit teljesen egy romváros benyomását keltette. A helyzetről az egyik iraki rendőrségi vezető így nyilatkozott: "Most nyugodt a helyzet." Mahmoud Al-Sad, iraki százados szerint "Tikriten belül most már nincsenek ellenálló gócpontok."
Április 5-én arról érkeztek hírek, hogy az északi Qadisiya körzetben még 500 harcos bújt meg. Ugyanezen a napon Tikrit egyik külvárosában 12 iszlamistát öltek meg.
A következő pár napban tovább folytak az összecsapások, melyek során meghalt Thamer al-Hamdani dandártábornok, a Robbanószer-ellenes részleg tikriti vezetője. Április 7-én felrobbant egy taposóaknákkal telerakott ház, aminek ő a közelében volt. Április 7-én és 8-án a jelentések szerint összesen 79 ISIL-harcost öltek meg Tikritben. Ezalatt az irki hadseregnek is több tagja odaveszett.
Április 10-én és 11-én az iraki biztonsági erők folytatták az ISIL tikriti rejtekhelyeinek felkutatását és felszámolását. Április 12-én az iraki kormány ISIL-mentes várossá nyilvánítottak Tikritet, és azt állította, elég biztonságos már a terület ahhoz, hogy az ottlakók megkezdjék a visszaköltözést. Ennek ellenére mg sok menekült félt visszatérni a háborús helyszínre. Ezen a napon az iraki hadsereg Tikritől északkeletre, az Ajil Olajmezőn megölte Abu Mariát, az ISIL Szaláh-ed-Dín-i vezetőjét, kinek az ellenőrzési területe Hajajtól Albu-Temáig terjedt. Vele együtt meghalt a szintén Tikritből menekülő legtőbb segítője is.
Bár az Iraki Kormány bejelentette, hogy megtisztította a várost az ISIL-től, de április 17-én újabb 130 rejtőzködő harcossal végzett a kormánypárti hadsereg. Ez volt az iszlamista szervezet utolsó megbújó erőssége.

## Következményei
2015. április 8-án az iraki kormány az előre nyomulásukat kihasználva offenzívába kezdett Anbár területén, hogy onnan is kiűzze az ISIL-t. Ennek hatására az ISIL ellentámadásba kezdett, és április 15-én elfoglalt Ramáditól keletre 3 falut.
A harcok végeztével folytatták Tikrit bombamentesítését. Az iraki források szerint ez több hónapokig eltart, mert a terrorszervezet 5-6000 robbanóanyagot hagyott maga mögött.

## Irán szerepe
Több amerikai kommentátor és hírügynökség is kétségének adott hangot Irán és a befolyása alatt működő tízezernyi síita milicista pontos és egzakt szerepét illetően, és hogy ez miképpen fogja a szunnita lakosság szektásodását az országon belül. Ekkoriban a CNN arról tudósított, hogy az iráni haderők nagyon hatékonyak voltak a harcszíntereken. Több elemző megjegyezte, hogy Kászem Szolejmáni sokkal határozottabban szervezte és irányította a síita seregek tevékenységét, így jobban megtervezett támadásra volt lehetőség, mint azt megelőzően.
Később kiszivárgott, hogy Kászem Szolejmáni részt vett az Alám bevételét irányító parancsnoki gyűléseken, ahol Hadi al-Amiri, a csatában részt vevő legnagyobb hadi egység, a Badr Szervezet vezetője ezt mondta: "Nagyon jó tanácsokat adott. A csata befejeződött, ő pedig visszatért a saját főhadiszállására." Ez volt az a lépés, mellyel a Tikritben ragadt seregeket bekerítették.
Hadi al-Amiri kritizálta azokat, akik „kezet csókoltak az amerikaiaknak”, szerinte az amerikaiak az irániakkal ellentétben nem biztosítottak feltétel nélküli segítséget Iraknak.

## Nemzetközi válasz
Az amerikai és az iráni hivatalnokok sokszor elismételték, hogy ők nem vesznek részt az iraki történések összehangolásában. Arra azonban figyeltek, nehogy a tervezettől eltérjen az eredmény amiatt, hogy több sereg dolgozik a színtéren. Az USA 2015. március elején kiszállt a második tikriti csatából, és más esetektől eltérően nem segítette a levegőből az akciót. Martin Dempsey amerikai dandártábornok, az Összevont Vezetőség elnöke viszont kijelentette, hogy a csata sikertelenül zárult volna, ha az USA az ország más területein nem folytatja a légi támadást. Egyre hangosabbak azok az aggodalmak, melyek szerint az USA részvétele a nyertes csatákban tovább ront Irak helyzetén, és egyre inkább Irán érdekszférájába löki.
Irán térségbeli riválisa, Szaúd-Arábia március 5-én figyelmeztetést adott ki. "A tikriti helyzet kitűnően példázza azt, ami miatt aggódunk. Irán átveszi az ország irányítását." Ezt Saud al-Faisal herceg, a szunnita muzulmán ország külügyminisztere nyilatkozta John Kerry amerikai külügyminiszterrel folytatott megbeszélései után.
A csata után nem sokkal spekulációk jelentek meg arról, mi lehet a hadsereg következő célpontja. Többek szerint tovább haladnak a Tigris mentén északnak, és a következő jelentősebb célpont Moszul lehet.

## Szektásodási és humanitárius kételyek

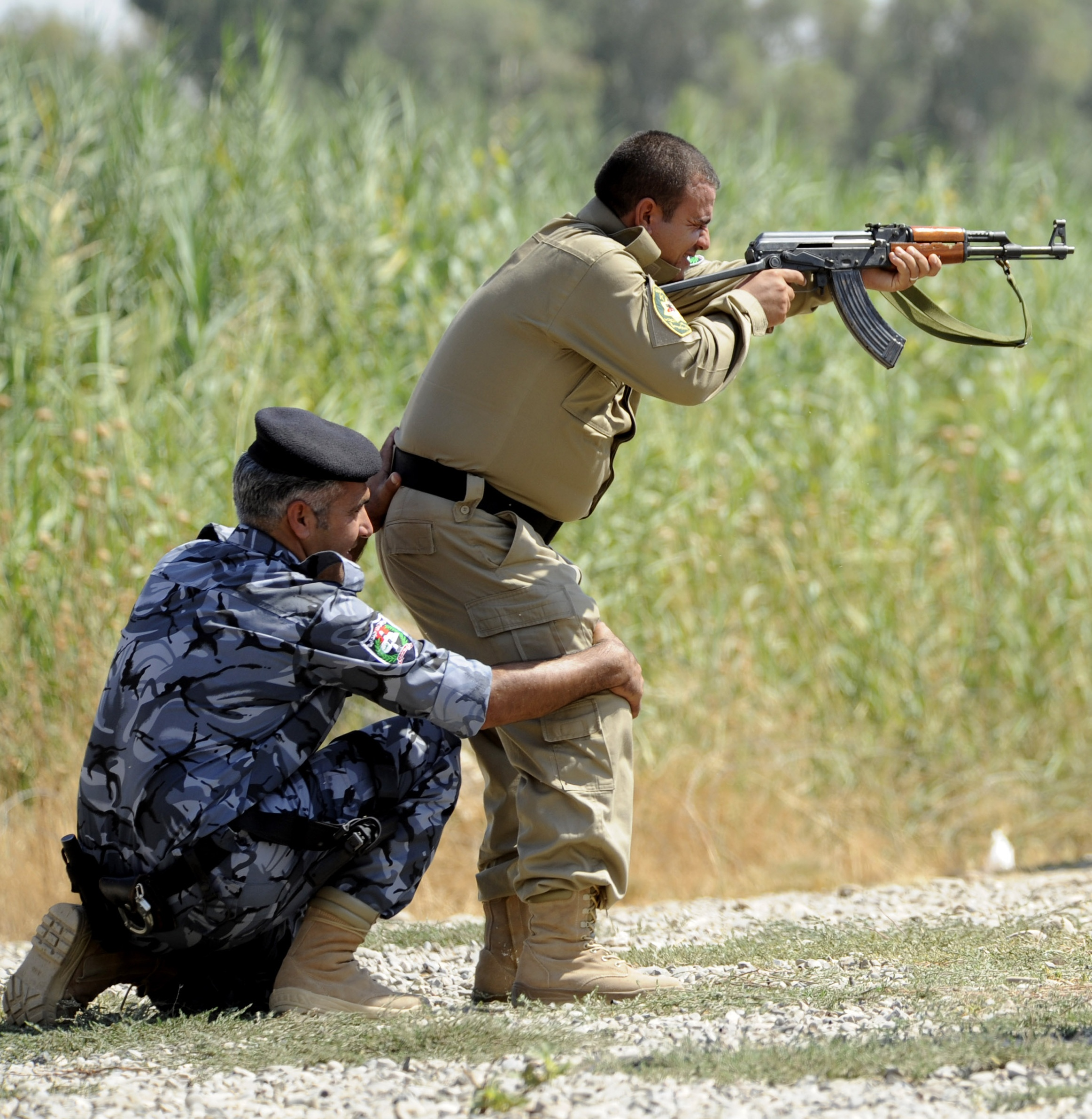
(Az itt kiképzésen látható) Iraki Rendőrség a második tikriti csata alatt állítólag számos esetben részese volt emberi jogok megsértésének.

A konfliktus mindkét résztvevőjéről jelentek meg olyan riportok, hogy nem tartották tiszteletben az emberi jogokat. Olyan videófelvételek kerülte nyilvánosságra, melyeken állítólag az (amerikai kiképzésben részesült) iraki speciális haderők többféle háborús bűncselekményt és atrocitást követtek el a polgári lakosság és az ISIL támogatói ellen. Miután az amerikai ABC hírhálózat megszerezte és közzétette az embertelenségek vizuális és dokumentációs bizonyítékait, és ezeket átadta az iraki hatóságoknak. Ők azt ígérték, azonnal vizsgálatot indítanak az ügyben. Az Amnesty International és a Human Right Watch szakértői azt mondták, ritka, hogy embertelenségekről ennyi bizonyítékot halmozzanak fel.
A szövetséges hadseregek közül az irakin kívül más erők is érintettek az emberi jogok megsértésében. Az Irán által kiképzett katonai alakulatokat is az embertelenségekben történt részvétellel vádolják.
Egy befolyásos szunnita prédikátor, Abdul Jabbar azt mondta egyszer: "Szeretnénk, ha a szavakat tettek követnék, és megbüntetnék azokat, akik Tikritben házakat támadtak meg."

## Politikai különbségek
Sokan attól tartottak, hogy a csata után a helyi lakosság berkein belül szektásodás indul meg, ami a szunniták jogfosztottságához és az ISIL-hez hasonló csoportok nagyobb elfogadásához vezet Irak-szerte. A legnagyobb kihívást a legtöbben a csata utóhatásaiban és a hadseregen kívüliek válaszaiban látták. Matin Dempsey dandártábornok így nyilatkozott: "...ha a tikriti győzelem után nincsenek újjáépítések, ha nem veszik bele a döntésekbe a lakosságot, ha ezután elvándorolnak az itt élők, akkor úgy érzem, a győzelemmel újabb kihívást vettünk a nyakunkba."
Az még kérdés, hogy vajon Irán képes lesz-e kordában tartani a csapataiban a túlbuzgó síita félkatonai elemeket. Az azonban bizonyos, hogy egy szunnita kinevezése védelmi miniszterré és Nouri Al-Maliki bukását tétlenül végignézni arra vall, hogy az irániak egy felekezetsemleges politikát próbálnak meg folytatni. Az iráni külügyminiszter szerint a világ biztonságára most a szektásodás jelenti a legnagyobb veszélyt. Ezen feltételezések ellenére nem szűnnek azok a jelentések, melyek szerint atrocitások érik az irániak által ellenőrzött területeken élő irakiakat. Jacques Myard francia képviselő azt állította, az irakiak figyelmeztették az irániakat esetleges felekezeti támadások és az ezeket követő negatív válaszreakciók lehetőségére.
Érkeztek riportok olyan esetekről is, mikor a milíciáknak a lakosság csak azon azon része között osztotta szét a humanitárius segélyeket, akik kifejezetten elégedettek voltak azzal, hogy az ISIL alól felszabadították a területet.
Zaid al-Ali, az iraki kormány egyik vezető tanácsadója egyszer megemlítette, hogy a síita vallási tanítók Nedzsefből a csatatérre utaztak, hogy ott lebeszéljék az embereket a különböző megtorlásokról és túlkapásokról.
Hadi Jalo, egy bagdadi központ egyik elemzője ezt mondta: "Az irániak nem akarják üldözni a szunnitákat, inkább megpróbálják csillapítani a félelmeiket. Az iráni vezetők tudják, hogy érdekük Irak egyben tartása.Az irániaknak könnyebb egy országot ellenőrzésük alatt tartani, mint három különállót." Szaúd-Arábia is próbálta megfékezni Irán térnyerését a szomszédban, szerintük Irán egyre inkább kiterjeszti Irak felett a fennhatóságát.

### Aszimmetrikus visszavágás
A (szunnita harcosokat is felvonultató, többségében síita félmilitarista egységekből álló) szövetséges seregek egyre több csatát nyernek meg a Tikrithez hasonlóan szunniták által lakott körzetekben. Ennek az lett a következménye, hogy az ISIL egyre több gerilla taktikát alkalmaz. Például Bagdadba, az ország politikai és gazdasági központjába szervezett öngyilkos merénylőket küldenek, hogy elgondolkoztassák a szövetségeseket. Az ezen műveletek mögötti stratégiák logikáját Sajad Jiyad szakértő, biztonságelemző a következőképp írta le. “Ez arról szól, hogy az irakiak mindig készültségben legyenek. Azt akarják, hogy tudják, bárhol támadhatnak. Így szét kell szórniuk az ellenük szervezett egységeket, és azok felaprózódnak. Hogy ilyen széles területen képesek robbantásokat végrehajtani, arra készteti az ellenséget, hogy mindenhol jelen legyen. Ez mutatja meg, hogy az ISIL ott hajtja végre az akcióit, ahol csak akarja, a biztonsági erők pedig nem lazíthatnak.”

## Áldozatok és veszteségek
Március 16-án a nedzsefi Nyugalom völgyében arról számoltak be, hogy a tikriti csata megkezdése óta a négy testmosóba naponta általában 40-60 holttestet szállítanak. Március 20-án olyan jelentések indultak útra, melyek szerint a kormányerők 1000 emberét (az összes katona 5%-át) ölték meg az előző napokban. Ezzel ellentétben a sírkert munkásai azt mondták, az egész országból naponta csak nyolc katona holtteste érkezett el hozzájuk. Abdul al-Wahab al-Saadi dandártábornok at mondta, március 30-ig 450-750 ISIL harcost öltek meg.
A harcokban életét vesztette Sadiq Yari az Iszlám Forradalmi Gárda jeruzsálemi Hadseregének a parancsnoka és Seyed Ali Mousavi, a Kata'ib Imam Ali Dandár helyettes parancsnoka.